# Achatia sectilis
Achatia sectilis är en fjärilsart som beskrevs av Achille Guenée 1852. Achatia sectilis ingår i släktet Achatia och familjen nattflyn. Inga underarter finns listade i Catalogue of Life.